# East Fishkill
East Fishkill es un pueblo ubicado en el condado de Dutchess en el estado estadounidense de Nueva York. En el año 2010 tenía una población de 29,029 habitantes y una densidad poblacional de 196.9 personas por km². El pueblo formaba parte de Fishkill hasta 1848.

## Geografía
East Fishkill se encuentra ubicado en las coordenadas 41°34′24″N 73°47′36″O / 41.57333, -73.79333. Según la Oficina del Censo, la ciudad tiene un área total de 148,5 km² (57,3 mi²), de la cual 147,4 km² (56,9 mi²) es tierra y 1,2 km² (0,5 mi²) (0.78%) es agua.

## Demografía
Según la Oficina del Censo en 2000 los ingresos medios por hogar en la localidad eran de $78,394, y los ingresos medios por familia eran $83,213. Los hombres tenían unos ingresos medios de $59,735 frente a los $35,014 para las mujeres. La renta per cápita para la localidad era de $28,553. Alrededor del 2.8% de la población estaban por debajo del umbral de pobreza.